# Rasmus Klump sejler Jorden rundt
|  | Denne artikel er oprettet af botten Steenthbot ud fra en ekstern database. Den kan derfor have sproglige fejl eller mangler. Denne skabelon kan fjernes efter kontrol af indholdet. |

Rasmus Klump sejler Jorden rundt er en dansk animationsfilm fra 1996 instrueret af Karsten Kiilerich, Phil Kimmelman og Dietmar Kremer og efter manuskript af Karsten Kiilerich, Kristoffer Mogensen, Angela Holtschmidt, Robin Lyons, Andrew Offiler, Christian Schnalke og Karen Thilo. Det er en filmatisering af Rasmus Klump-historien af samme navn.